# El Pingüino (revista)
El Pingüino fue una revista de humor picaresco publicada en Chile desde 1956 hasta 1969.

## Trayectoria editorial
En agosto de 1956 Guido Vallejos creó El Pingüino, inspirándose en la desaparecida Pobre Diablo. Fue mensual durante sus 4 primeros números, quincenal hasta aproximadamente septiembre de 1957 y semanal de ahí en adelante. La tapa y contratapa eran a color y el resto a dos colores, en un formato de 25 x 18 centímetros. Para su distribución, aprovecha los canales de la editorial Zig-Zag en Chile y Argentina.
Algunos de los colaboradores frecuentes fueron Themo Lobos, Mateluna (de la fama del Enano Maldito) y Hervi. La revista terminó en 1969 con casi 600 números publicados.
A mediados de la década de 1960, Vallejos fue acusado de ofensas a la moral, por la difusión de esta revista pero resultó absuelto de los cargos.
En 1964 Ediciones Guido Vallejos llegó a un acuerdo con Editorial Lord Cochrane, para que esta se hiciera cargo de la distribución; en 1967 Alberto Vivanco se convirtió en el director de la revista mientras que su hermano Jorge, conocido como Pepe Huinca, asumía la subdirección. Finalmente, en 1969, Vallejos vendió la revista a Percy Eaglehurst, quien se convierte en director, pero decide no mantener colaboraciones de importancia.
Aunque se consideró una revista para adultos debido a que en sus páginas fueron recurrentes las imágenes de mujeres semidesnudas, sus contenidos incluyeron también el humor gráfico, noticias y comentarios del espectáculo nacional.

## Dibujantes y personajes
Los hubo chilenos y argentinos. Entre los primeros destacan Pepo, que en un comienzo dibujó las portadas, con su caballero Don Rodrigo y la emancipada Viborita, historias que eran ambas herencia de Pobre Diablo.
Themo Lobos, que llegó a convertirse en artista exclusivo de Guido Vallejos, es probablemente el más prolífico: Alaraco, auténtico atado de nervios (el más parecido a su creador, según propia confesión del historietista); Transparecio, el cabellero invisibre; el gozador Dolchevito; el robot Ferrilo, el director cinematográfico John Vistavisión; el mexicano Pejamón o el ladrón Pirinches

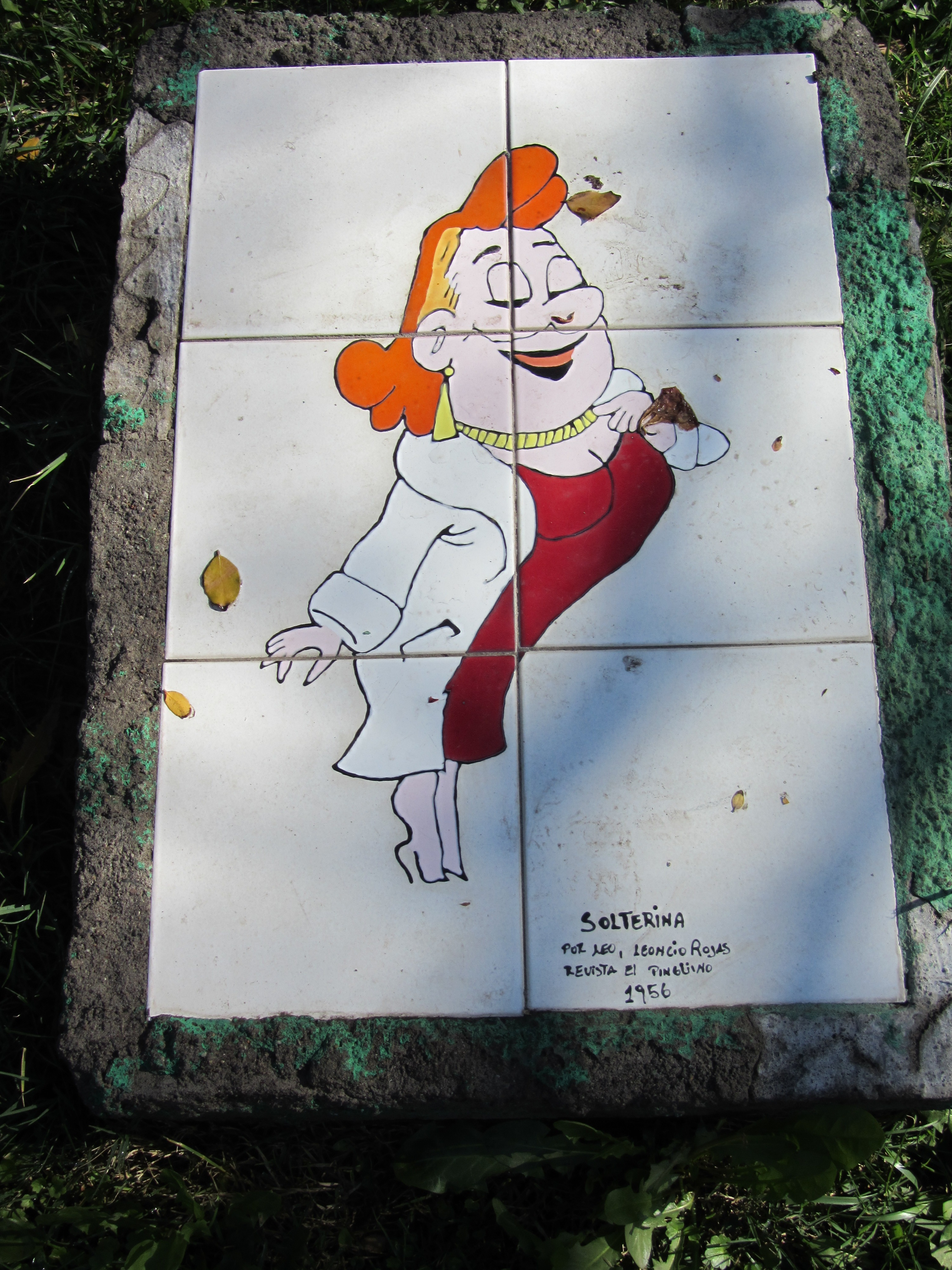
Solterina, de Leo

Alhué (Luis Sepúlveda Donoso) se hace famoso con Pilucho, un nudista gordo y cegatón; dibuja también Fantalisto; además de chistes variados y, en los años 1960 Adán y Eva.
Fantasio (Juan Gálvez Elorza), dibujante chileno radicado en Argentina (siendo representante de El Pingüino en aquel país), es conocido por sus personajes La costilla de Adán, Pan de Dios, Deportino y el eterno borrachín Baldovino, además, dibuja Cosiacas sobre temas diversos.
Leoncio Rojas, Leo, que llegó a ser subdirector de la revista en los años 1960, tiene a su bombero Contrafuegos y a la apasionada Solterina, además de su historiera Macabeo, probablemente la más conocida.
Entre los argentinos destacan dibujantes conocidos por la revista Rico Tipo como el mendocino Alfonso Urtiaga, con su Marylin Morrón, Frescolín, el perro Latón y Sexilia; además, es probablemente el autor de dos series que El Pingüino publica sin nombre del historietista; Incógnito y Clavito.
Pedro Seguí es el creador del simpático niño Willy y la chica liberal Gina Frigidaire y Adolfo Mazzone, del Señor Gerente, El jefe le dijo, la corista Chiqui la corista y el mayordomo Perkins.
También algunos españoles estuvieron presentes, como Manuel Vázquez, Juan Rafart Raf —Mecha, Margot y Fakir—,  Gin, con su eterno preso Ladrillo, la bella colono estadounidense Denisse, la gordita Clementina y el flaco marinero Cochayuyo o Segura, con Maritina, la chica de la oficina.